# Нагрудник (збруя)

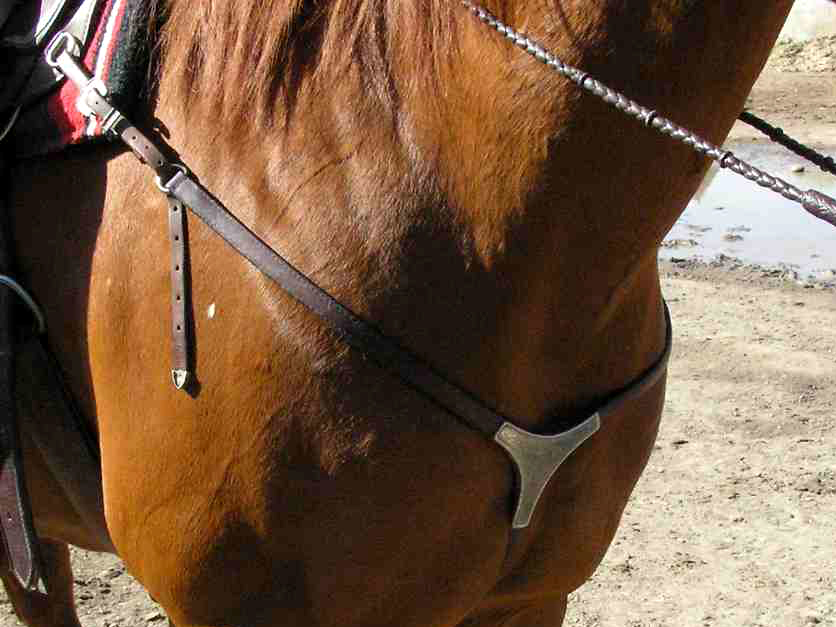
Нагрудник

Нагру́дник — елемент кінської збруї, що накладається на груди коневі й запобігає зсуванню сідла (в упряжних коней сіделка) дозаду, що може бути викликано як особливостями будови тіла деяких коней, та й умовами їзди, наприклад, у конкурі чи кінному триборстві.
Нагрудниками зазвичай називають будь-яку частину збруї, що лежить на грудях коня, у той час, як у фаховій термінології розрізняються нагрудник і підперсник: останній має форму літери Y, будучи споряджений додатковим ременем, що з'єднує його середину з попругою. Нагрудник для верхової їзди має будову, аналогічну будові упряжного нагрудника: широкий пас з петлями на кінцях для кріплення до сідла, виготовляється він зі шкіри або широкої й міцної гумової тасьми. Іноді під нагрудником проходить мартингал. Зараз нагрудники використовують рідше, оскільки деякі наїзники вважають, що вони утісняють рух лопаток коня.
У дишельно-посторонковому запрягу нагрудник — ремінь, прикріплений кінцями до гужових мочок хомута і до посторонків. На нього надівається кільце, з'єднане ременем-нашильником з дишлем.